# Europese kampioenschappen judo 2008
De Europese kampioenschappen judo 2008 waren de negentiende editie van de Europese kampioenschappen judo en werden gehouden in het Pavilhão Atlântico in Lissabon, Portugal, van vrijdag 11 april tot en met zondag 13 april 2008. Het toernooi gold voor Nederland als het laatste olympische kwalificatiemoment voor de Spelen van Peking.

## Deelnemers

### Nederland
Mannen
– 60 kg — Ruben Houkes
– 66 kg — Dex Elmont
– 73 kg — Henri Schoeman
– 81 kg — Guillaume Elmont
– 90 kg — Mark Huizinga
–100kg — Henk Grol
+100kg — Grim Vuijsters
Vrouwen
–48 kg — Geen deelneemster
–52 kg — Geen deelneemster
–57 kg — Deborah Gravenstijn
–63 kg — Elisabeth Willeboordse
–70 kg — Edith Bosch
–78 kg — Claudia Zwiers
+78 kg — Carola Uilenhoed

## Resultaten

### Mannen
| Gewichtsklasse | Goud              | Zilver                | Brons                                 |
| -------------- | ----------------- | --------------------- | ------------------------------------- |
| – 60 kg        | Ludwig Paischer   | Ruben Houkes          | Lavrentis Alexanidis Nestor Khergiani |
| – 66 kg        | Zaza Kedelashvili | Miklós Ungvári        | Pedro Dias Alim Gadanov               |
| – 73 kg        | Dirk Van Tichelt  | Kiyoshi Uematsu       | Ákos Braun David Kevkhishvili         |
| – 81 kg        | João Neto         | Guillaume Elmont      | Mikalai Barkouski Giuseppe Maddaloni  |
| – 90 kg        | Mark Huizinga     | Elkhan Mammadov       | Andrei Kazusionak Irakli Tsirekidze   |
| – 100 kg       | Henk Grol         | Przemysław Matyjaszek | Benjamin Behrla Ariel Ze'evi          |
| + 100 kg       | Tamerlan Tmenov   | Paolo Bianchessi      | Pierre Robin Yevgen Sotnikov          |

### Vrouwen
| Gewichtsklasse | Goud                 | Zilver              | Brons                            |
| -------------- | -------------------- | ------------------- | -------------------------------- |
| – 48 kg        | Alina Dumitru        | Frédérique Jossinet | Éva Csernoviczki Ana Hormigo     |
| – 52 kg        | Ana Carrascosa       | Romy Tarangul       | Ioana Dinea Petra Nareks         |
| – 57 kg        | Sabrina Filzmoser    | Isabel Fernández    | Kifayat Gasimova Barbara Harel   |
| – 63 kg        | Lucie Décosse        | Claudia Malzahn     | Alice Schlesinger Urška Žolnir   |
| – 70 kg        | Ylenia Scapin        | Leire Iglesias      | Gévrise Émane Kerstin Thiele     |
| – 78 kg        | Heide Wollert        | Vera Moskalyuk      | Yahima Ramirez Esther San Miguel |
| + 78 kg        | Anne-Sophie Mondière | Tea Donguzashvili   | Franziska Konitz Lucija Polavder |

## Medaillespiegel
| Plaats | Land         | Goud | Zilver | Brons | Totaal |
| 1      | Nederland    | 2    | 2      | 0     | 4      |
| 2      | Frankrijk    | 2    | 1      | 3     | 6      |
| 3      | Oostenrijk   | 2    | 0      | 0     | 2      |
| 4      | Spanje       | 1    | 3      | 1     | 5      |
| 5      | Duitsland    | 1    | 2      | 3     | 6      |
| 6      | Rusland      | 1    | 2      | 1     | 4      |
| 7      | Italië       | 1    | 1      | 1     | 3      |
| 8      | Georgië      | 1    | 0      | 3     | 4      |
| 8      | Portugal     | 1    | 0      | 3     | 4      |
| 10     | Roemenië     | 1    | 0      | 1     | 2      |
| 11     | België       | 1    | 0      | 0     | 1      |
| 12     | Hongarije    | 0    | 1      | 2     | 3      |
| 13     | Azerbeidzjan | 0    | 1      | 1     | 2      |
| 14     | Polen        | 0    | 1      | 0     | 1      |
| 15     | Slovenië     | 0    | 0      | 3     | 3      |
| 16     | Wit-Rusland  | 0    | 0      | 2     | 2      |
| 16     | Israël       | 0    | 0      | 2     | 2      |
| 18     | Griekenland  | 0    | 0      | 1     | 1      |
| 18     | Oekraïne     | 0    | 0      | 1     | 1      |
| Totaal | Totaal       | 14   | 14     | 28    | 56     |